# 獨立 (加利福尼亞州卡拉韋拉斯縣)
獨立（英語：Independence）是位於美國加利福尼亞州卡拉韋拉斯縣的一個非建制地區。該地的面積和人口皆未知。

## 地理
獨立的座標為38°20′57″N 120°30′49″W / 38.34917°N 120.51361°W，而該地的平均海拔高度為801米（即2628英尺）。